# Heinenberg
Der Heinenberg ist ein 530,7 m ü. NHN hoher Berg in den Siegerländer Rothaar-Vorhöhen. Er liegt bei Grissenbach im nordrhein-westfälischen Kreis Siegen-Wittgenstein.

## Geographie

### Lage
Der Heinenberg erhebt sich in den Siegerländer Rothaar-Vorhöhen nahe der Grenze zum Rothaargebirge und im Naturpark Sauerland-Rothaargebirge. Er gehört zum zwischen dem Tal der Sieg und jenem von deren Zufluss Werthenbach gelegenen Bergrücken, zu dem unter anderem auch der Hellerkopf (551,8 m) im Osten und Auf der Noll (474,1 m) im Westsüdwesten zählen. Sein Gipfel liegt in der Gemarkung Grissenbachs 1,5 km südsüdwestlich vom Ortskern Nenkersdorfs und 1,4 km südöstlich vom Ortskern Grissenbachs, die sich beide an der Sieg befinden, sowie 2,8 km nordnordwestlich vom Ortskern Irmgarteichens und 1,9 km (jeweils Luftlinie) nordöstlich vom Ortskern Salchendorfs, die beide am Werthenbach liegen; sie alle sind Ortsteile von Netphen.

### Naturräumliche Zuordnung
Der Heinenberg gehört in der naturräumlichen Haupteinheitengruppe Süderbergland (Nr. 33) und in der Haupteinheit Siegerland (331) zur Untereinheit Siegerländer Rothaar-Vorhöhen (331.2).

### Fließgewässer
Auf dem Südwesthang des Heinenbergs entspringt (im Übergangsbereich zum Berg Auf der Noll) der kleine und etwa 1000 m lange Hellsbach, der in Grissenbach in die Sieg mündet, auf seinem Nordostrand der kleine und 790 m lange Strubach, welcher den Altwiesenbach speist, und an seinem Südostrand der 2,3 km lange Schalkenbach, der in Salchendorf in den Werthenbach mündet.

## Bewaldung und Landschaftsschutz
Der Heinenberg ist nur noch teilweise bewaldet, da ein Teil des Waldes auf seinem Gipfelgebiet dem Orkan Kyrill zum Opfer gefallen ist. Als markanter Punkt existierte auf dem baumfreien Teil der Gipfelregion eine allein stehende Fichte, die von Kyrill verschont wurde. Diese wurde mittlerweile gefällt und durch einen neu gepflanzten Kastanienbaum ersetzt. Auf dem Berg liegen Teile des Landschaftsschutzgebiets Netphen (CDDA-Nr. 390136; 1985 ausgewiesen; 118,9074 km² groß).

## Wandern
Über den Heinenberg führt ein weit verzweigtes Wegnetz, unter anderem der von Deuz kommende und über die Stiegelburg führende Rothaarsteig-Zubringer. Im Gipfelgebiet ist eine Aussichtsbank aufgestellt.